# Ghost in the Shell 2: Innocence
«Дух в обладунку 2: Невинність» (яп. イノセンス GHOST IN THE SHELL? англ. Ghost in the Shell 2 : Innocence) — японський аніме-фільм, знятий у 2004 році. Головний герой — спецназівець Бато та інші співробітники дев'ятого відділу.

## Сюжет
Мотоко Кусанаґі зникла, і основні проблеми вирішує Бато. Йому доводиться розслідувати вбивство важливих керівників, яких вбили андроїди. Незабаром він розуміє, що всі злочини були організовані невідомим злочинцем.

## Саундтрек
- Dungeon (01:25)
- Kugutsuuta ura mite chiru (03:40)
- Type 2052 'HADALY' (04:06)
- River of Crystals (05:49)
- Attack the Wakabayashi (03:32)
- Etorofu (03:55)
- Kugutsuuta aratayo ni kamutsudo hite (05:12)
- The Doll House (01:32)
- The Doll House 2 (02:56)
- Kugutsuuta kagirohi ha yomi ni mata muto (09:47)
- Tohokami emi tame (00:33)
- Follow Me (05:01)